# 九陽真経
『九陽真経』（きゅうようしんきょう）は、金庸の武俠小説『倚天屠龍記』『神鵰剣俠』に登場する架空の書物。武術の秘伝が書かれており、『倚天屠龍記』の主人公、張無忌が習得している。類似品に、同じく射鵰三部作に登場する『九陰真経』が存在する。

## 成立
少林寺の祖、達磨が作成したとされている。全部で4冊にわたり、作中では梵語で書かれている『楞伽経』の行間に漢字で書かれていた。また、射鵰三部作の全てに登場する『九陰真経』が、江湖でも有名であったのに対し、この『九陽真経』についてはほとんど誰にも知られることがなかった。作中での登場は2作目『神鵰俠侶』の終盤である1260年ごろ。
やはり作中で張三丰はインド人の達磨が漢字を理解していたとは考えられない、と言って達磨が作成したという説には懐疑的。いずれにせよ、武術の達人の手で作成されたと考えられている。

## 内容
「陰」と「柔」に偏った『九陰真経』に対し、『九陽真経』は「剛」と「陽」に偏っているとされる。この『九陽真経』の方法に従って行う内功は「九陽神功」（きゅうようしんこう）と呼ばれ、すさまじい内力を得ることができる。九陽神功を完成させた張無忌は、幾度か戦闘において不覚を取ることがあったが、内力に関しては他を圧倒しており、九陽神功を操る張無忌に匹敵する内力の持ち主は現れなかった。
これに対し、『九陰真経』の方は九陰神功と呼ばれる至高の内功の他、具体的に相手を倒す「大伏魔拳」や「移魂大法」などの技が書かれているのに対し、『九陽真経』についてはそのような外功の方法が書かれてはいない。そのため、『九陽真経』を修行だけの状態の張無忌は滅絶師太に歯が立たず、達人レベルの相手と戦うにはもう一つの絶技、「乾坤大挪移」の習得を待たなければならなかった。

## 『九陽真経』の変遷
射鵰三部作での登場は『神鵰剣俠』の終盤。『九陽真経』の持ち主である少林僧・覚遠が華山を訪れたシーン。しかし、『九陽真経』の原本はこの直後に紛失し、およそ90年に渡って姿を消す。ただし内容については、覚遠が全部暗記していたのだが、覚遠は『九陽真経』を単なる健康維持のための体操という程度に考えていたため、真剣に探すとか、写しを作るなどの措置に出ていなかった。
その数年後、『倚天屠龍記』の冒頭において『九陽真経』を唱える覚遠から、郭襄、張三丰、無色禅師がそれぞれ不完全ながら『九陽真経』を会得。それぞれ理解度に差があったため、各流派で特色がでた。
少林寺の無色禅師は三人の中で最も武術に優れていたためその高きを得、のちに峨嵋派の開祖となる郭襄は武術以外の学問について広い知識があったためその広きを得、最年少であった張三丰はその純なるを得、武当派の開祖となった。
このさらに数十年後、『倚天屠龍記』の主人公、張無忌は崑崙で偶然にも『九陽真経』を発見。5年の歳月を掛けて修行をした。ただし、張無忌は内容をすべて暗記し、自分の修行が終わると、『毒経』、『医経』などの書物とともに『九陽真経』を埋めてしまった。

## 誤訳問題
徳間書店から出版されている『倚天屠龍記』の日本語訳において、『九陰真経』と『九陽真経』を取り違える誤訳が存在する。詳細については「倚天屠龍記における誤訳」を参照。